# Dorcadion hispanicum
Dorcadion hispanicum là một loài bọ cánh cứng trong họ Cerambycidae.